# 黎維⿰礻密
黎維（越南语：／；1738年—1770年）是越南後黎朝末期的一位宗室，也是北河農民起義的首領之一。
黎維是黎裕宗的一個皇子。在當時，後黎朝雖稱中興，但黎皇沒有任何實權，朝政完全由世襲的鄭主把持。1729年，專權的鄭主鄭棡脅迫黎裕宗禪位給皇太子黎維祊。不久鄭棡逝世，其子鄭杠嗣位。鄭杠是個非常暴虐而且奢侈的統治者，掌權期間農民起義此起彼伏。而鄭杠也不把黎皇放在眼裡，1732年，竟誣陷黎維祊與父親的妾私通，廢黜黎維祊，改立黎純宗。
鄭杠的所作所為令一些後黎朝宗室無法容忍，1738年，黎維與弟弟黎維、叔父黎維祝、朝士范公勢、武鑠、屬校賴世濟等人發動兵變，焚毀昇龍，試圖殺死鄭杠，但未能成功。黎維逃往錦水；黎維與黎維祝則逃往宜陽縣，在土豪吳興造等人的幫助下從海路逃往清化。鄭杠將范公勢、武鑠、賴世濟處死，下令搜捕黎維等三人。黎維、黎維祝旋即死去，黎維出沒於天關山野之間，隨後經過山路，自安化縣、奉化縣，越過美良縣、明義縣，出兵山西處臨洮縣。1740年，鄧廷謐率軍，兵分三路，趁夜擊破，搗毀堡壘三重屯數十所。黎維退往太原的文朗縣。鄧廷謐旋即又攻黎維於山西上游，將其擊敗。黎維經舊路返回清化，據石城縣的玉樓屯寨，稱天南帝子。鄧廷謐攻破玉樓屯寨，黎維逃往乂安，據古南洞，再度攻打清化，從雷陽具山，破沛上屯，計劃渡河攻打安場城（乂安省城）。
1742年，鄧廷謐、何宗勳、阮儼等人再度擊敗黎維，黎維逃往康政縣。黎維與鄧廷謐戰於盛美，戰敗。後又至鎮寧，據呈光山。
1764年，黎維遣使向廣南阮主求救，但被阮主拒絕。1767年，鄭主鄭楹逝世，子鄭森嗣位。黎維趁機出兵騷擾香山、清漳等地。鄭森作書招降，但被黎維拒絕了。
1769年，鄭森任命裴世達為乂安統領、阮潘為清化正督領、黃廷體為興化督領，三路並進，攻打鎮寧。裴世達、阮潘之軍包圍呈光，黎維據險不戰。後來，其婿賴世玿打開屯門，放鄭軍入屯。黎維攜妻兒自焚而死。

## 相關人物
- 阮有求
- 阮名芳
- 黃公質